# Wapishana
Los Wapishana son un grupo indígena que habita en el sur de Guyana y en el estado de Roraima, Brasil, en las Tierras Indígenas de São Marcos, Anaró y Muriruh. Hablan una lengua de la familia arawak.

## Economía
Los Wapishana obtienen los recursos para su sobrevivencia principalmente de la agricultura tradicional. Entre los procuctos cultivados se destaca la yuca y, además el maíz y el fríjol. También son importantes la pesca, la caza, la ganadería. Los hombres wapishana fabrican bancas de madera, cestas, peneiras y exprimidores de yuca y las mujeres ollas de barro y cerámicas.

## Cosmología
Para los Wapishana, Udorona es el princípio vital, que se encuentra en la palabra, en la sangre, en la respiración. El mundo de hoy es el resultado de la ruptura del orden primordial. Originalmente el cielo estaba cerca de la tierra y la palabra era eficaz, tenía fuerza para cambiar las cosas, creaba. Fue por la palabra que aparecieron río, montañas y plantas. El ser humano madura cuando aprende a hablar y discernir y entonces puede dialogar con sus semejantes. Los chamanes hablar y cantar las palabras para curar o enfrentar los enemigos. Nadie sabe que pasará con las personas después de la muerte.